# Ugo Attardi
Ugo Attardi est un peintre, graveur, sculpteur et écrivain italien né le 12 mars 1923 à Sori (province de Gênes, en Ligurie) et mort le 20 juillet 2006 à Rome.

## Biographie
Ugo Attardi est né à Sori, dans la province de Gênes, le 12 mars 1923. Son père, secrétaire du syndicat des travailleurs maritimes de Gênes, est traqué par le fascisme. Il s’enfuit alors vers son pays natal la Sicile avec sa famille, pour y être jeté en prison.
Quelques années plus tard, il s’établit avec sa famille à Palerme où il fréquente le Liceo Artistico.
En 1941, il s’inscrit à la faculté d’architecture qu’il ne peut fréquenter à cause de la guerre. Jeune encore, et lui-même grand malade, il voit son père mourir de tuberculose.
En 1945, il délaisse l’Académie des beaux-arts, où il s’était inscrit l’année précédente, pour s’établir à Rome où il commence à peindre.
En 1948, il crée le mouvement marxiste d’art abstrait Forma Uno, avec C. Accardi, P. Consagra, P. Dorazio, M. Guerrini, C. Maugeri, A. Perilli, A. Sanfilippo, G. Turcato. Cette expérience ne dure pas longtemps.
En 1952 et en 1954, Ugo Attardi participe à la Biennale de Venise. Ses deux expositions romaines, en 1951 auprès de la Galleria Pincio et en 1956 auprès de la Galleria Tartaruga sont un succès. Durant ces mêmes années, Attardi commence son travail de gravure et produit un œuvre complexe, remarqué pour sa maîtrise du dessin et la force des contenus.
En 1958, il collabore avec le magazine de politique et de culture Città Aperta, et à partir des premières années 1960, il participe à des expositions en Italie et à l’étranger : Prague, Moscou, Los Angeles, Londres, Paris, Berlin, New York.
En 1961, Attardi crée le mouvement Il Pro ed il Contro avec d’autres artistes et critiques d’art. Il participe à toutes les expositions jusqu’en 1965, année où le groupe se sépare.
Après un séjour en Espagne, en 1965, il décide de relire les classiques de la littérature espagnole, et d’étudier les raisons de la chute de cet  empire. 
En 1978, il est à nouveau invité à la Biennale de Venise.
En 1982, il expose à la Foire internationale d'art contemporain de Paris.
En janvier 1983, le Centre Georges Pompidou consacre une manifestation et un ballet à ses sculptures.
Les expositions personnelles se succèdent durant ces dernières années : en 1983 à Paris, en 1984 à la galerie MR à Rome, en 1985 à Nice.
Cette même année, une grande rétrospective est organisée dans les salles du musée du palais Barberini à Rome.
En 1986 et en 1987, il expose à l’Icaf à Londres et à l’Exposition international d’art contemporain de Milan.
En 1988, Attardi expose à la Gallery A Ginza de Tokyo. Une collection permanente a été constituée auprès du Yano Research Center de Tokyo.

## Œuvres

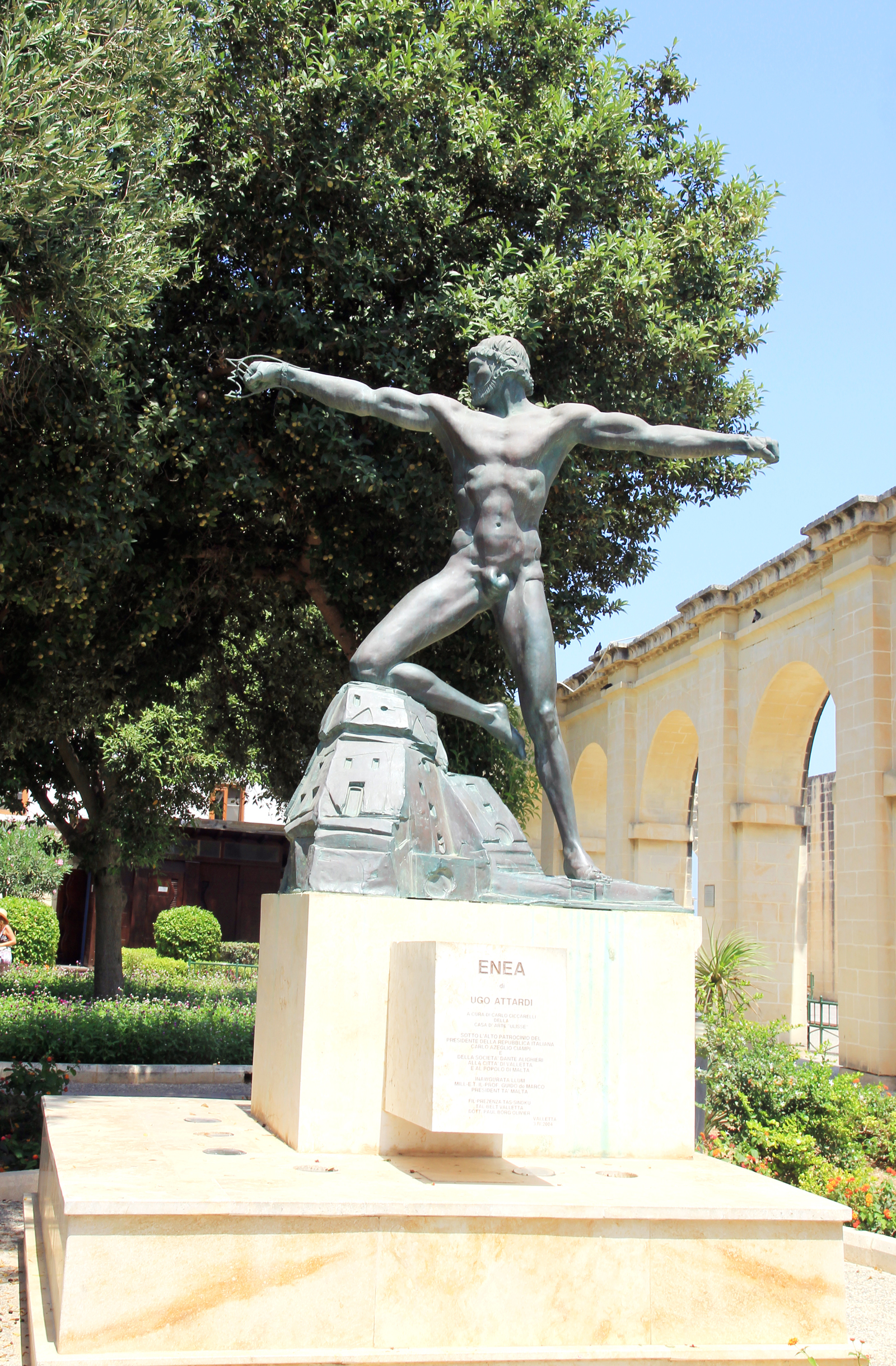
Statue représentant Énée dans les jardins Lower Barrakka (La Valette, Malte).

En 1968, Attardi crée ses premières sculptures en bois : sa première œuvre est le bas relief Addio Che Guevara.
Il commence à travailler au premier des groupes en bois L’arrivo di Pizarro, qu’il terminera en 1971. L’allégorie de la conquête du Nouveau Monde continue avec Cortés et la beauté de l’Occident' (1974-1976) et avec le Retour de Cristobal Colon (1974-1980).'
En 1987, il réalise le monument Pour la liberté commandé par l'Union italienne du travail (UIL).
En 1989, il réalise le Vaisseau de la Révolution, hommage italien au bicentenaire de la Révolution française, exposé à Rome sur la terrasse du Pincio, puis à Paris à l’Institut français d'architecture.
En 1997, Ugo Attardi conçoit la sculpture Ulysse, maintenant installée dans le Battery Park Esplanade à New-York. Cette statue en bronze représente simultanément la force et la faiblesse du héros. Elle est définie par l'artiste comme « II Modern Baroque ».

## Publication
Entre 1964 et 1967, il écrit le roman L’Héritier Sauvage publié en 1970 repéré par la critique, couronné par le jury littéraire le prix Viareggio en 1971. Le roman est réédité en Italie par Rizzoli et en France par Robert Laffont.

## Expositions personnelles
- 1976 : Palazzo dei Diamanti, Ferrare.
- 1981 : Rotonda della Besana, Milan.
- 1983 : galerie Faris, Paris.
- 1983 : Centre Georges-Pompidou, Paris.
- 1984 : Galleria MR, Rome.
- 1985 : palais Barberini, Rome.
- 1989 : Institut français d'architecture, Paris.
- 1991 : Palazzo della Penna, Pérouse.
- 1994 : Real Albergo dei Poveri, Palerme.
- 1995 : Aéroport international John-F.-Kennedy, New York.
- 1996 : Centre directionnel Alitalia, Rome.
- 2000 : Centre Jorge Luis Borges, Buenos Aires.
- 2000 : Galleria Pavillion, Córdoba.
- 2003 : Palais des Normands, Palerme.
- 2007 : Loggiato San Bartolomeo, Palerme.

## Collections publiques
- Florence, Museo Novecento.
- Rome, palais Valentini : Ulysse, statue en bronze.

## Distinctions
Grand officier de l'ordre du Mérite de la République italienne.